# Gerhard D. Wempe

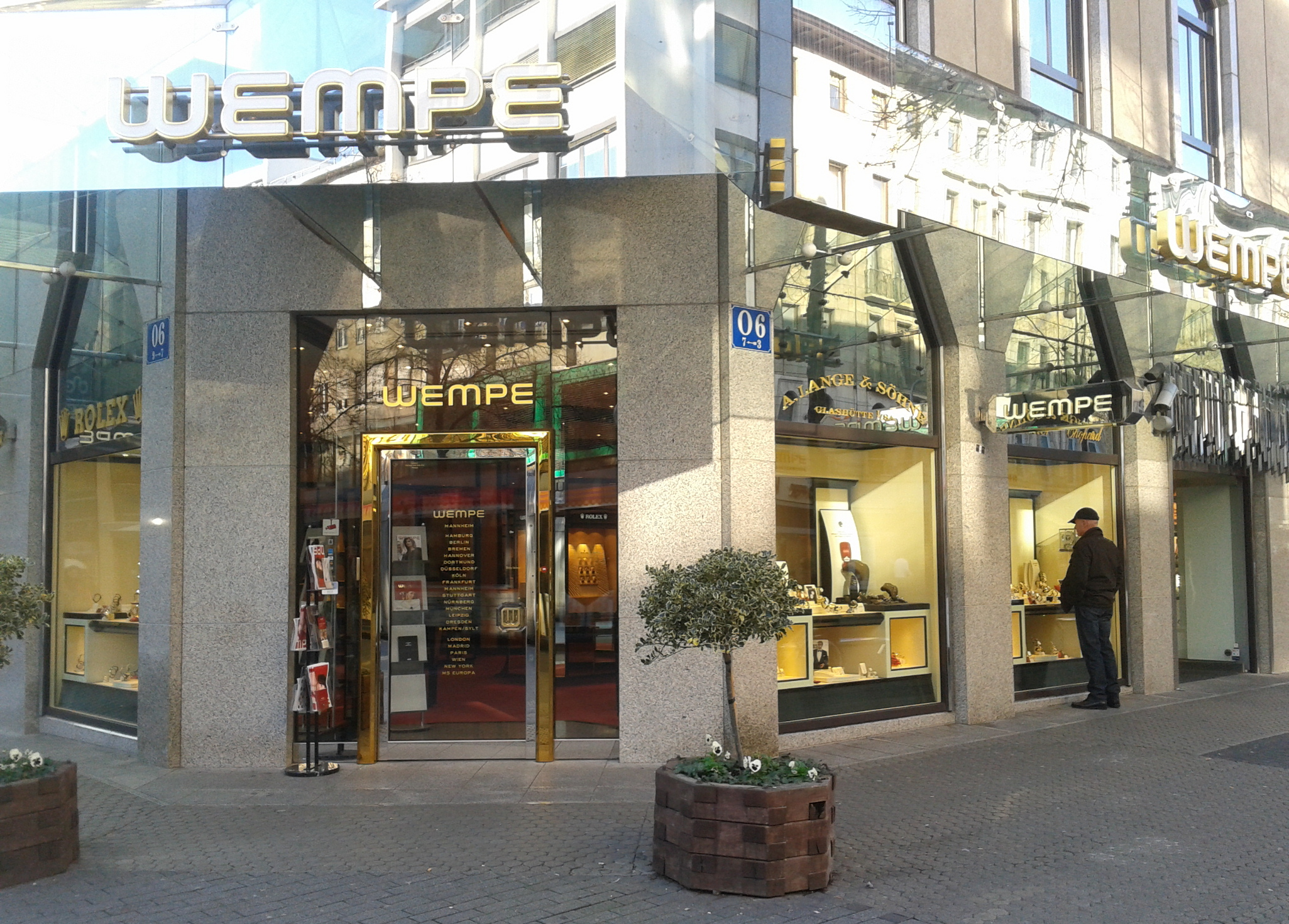
Filiale auf den Mannheimer Planken

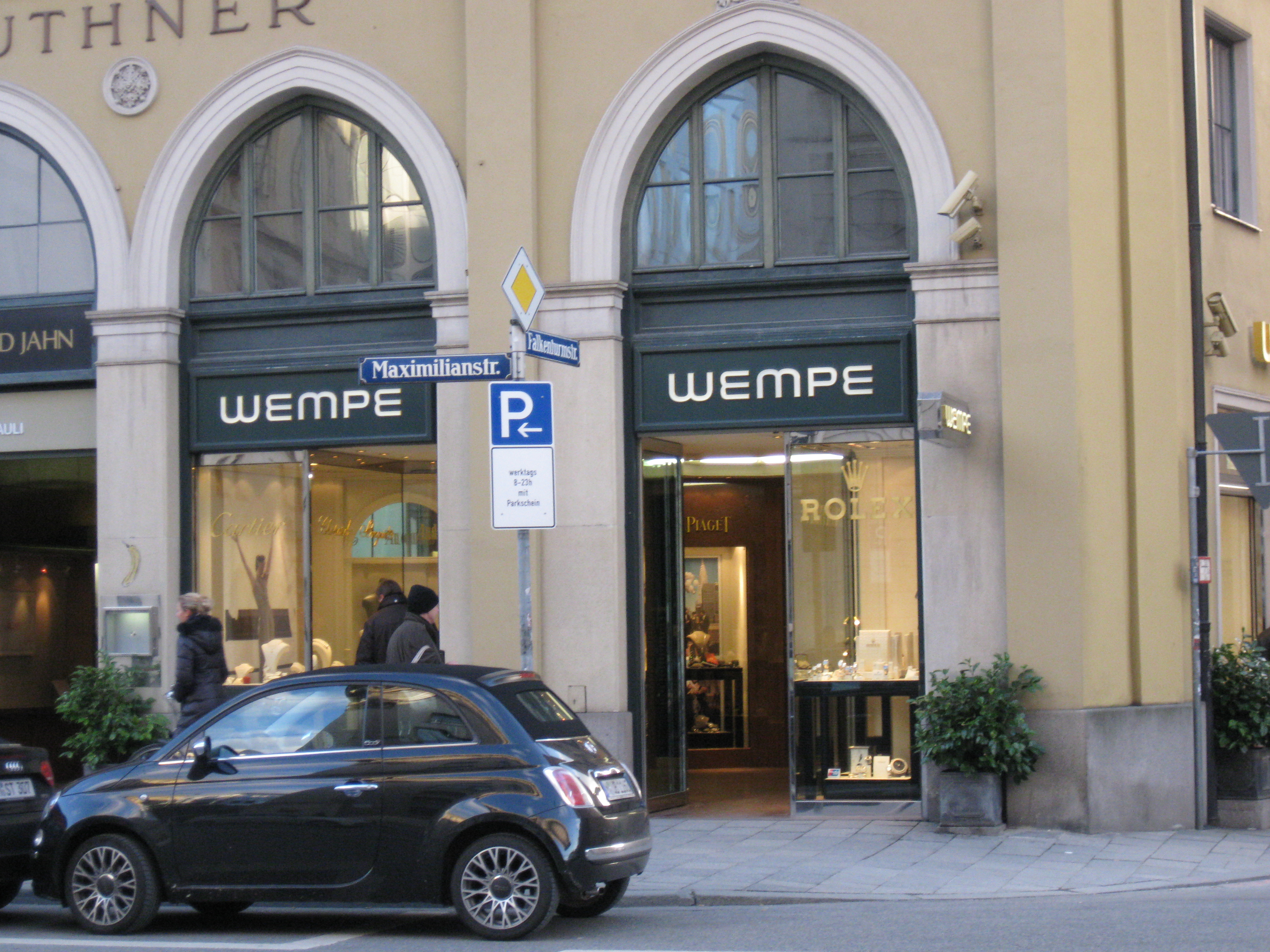
Wempe-Geschäft in der Maximilianstraße, München

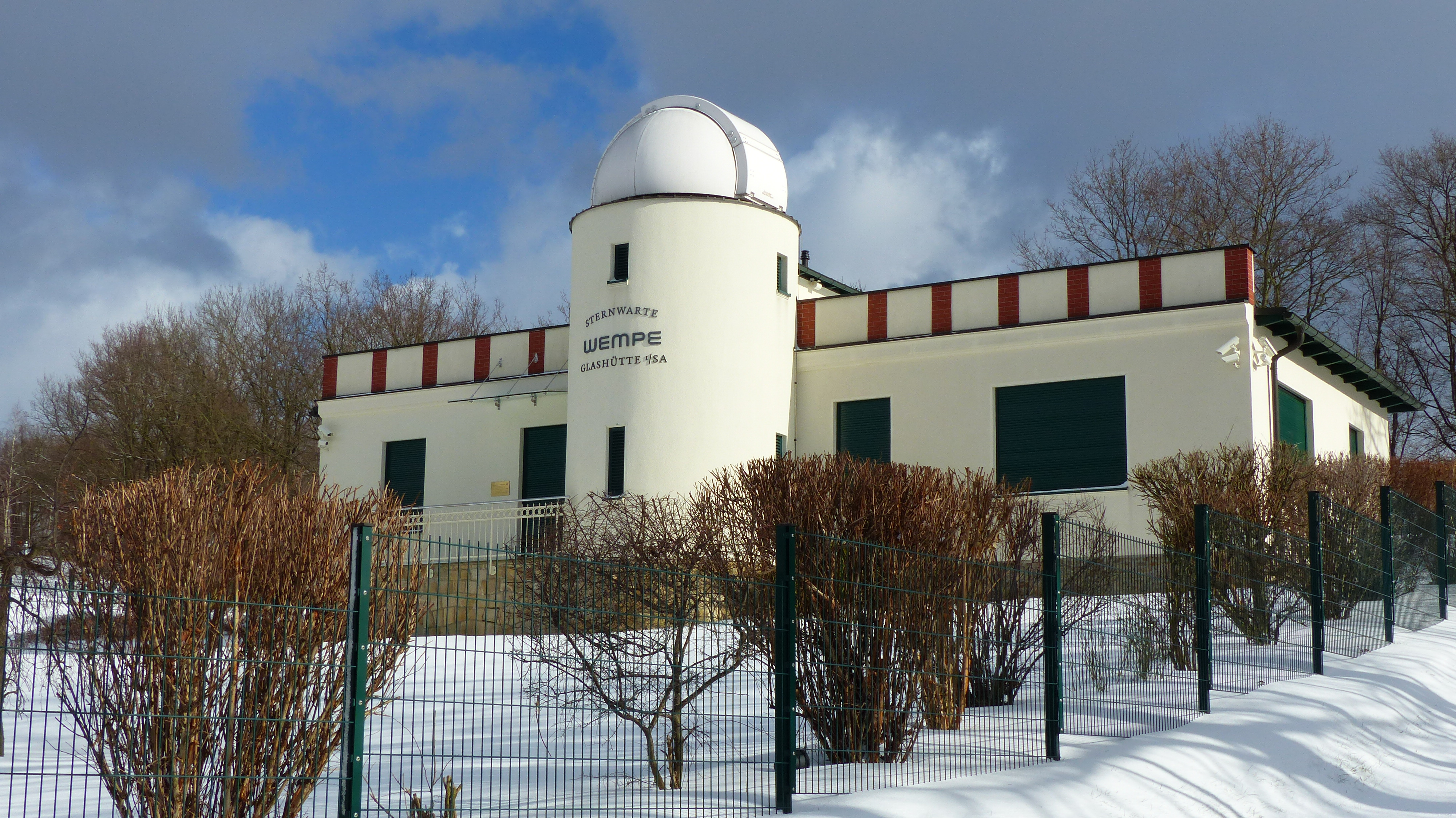
Sternwarte Glashütte und älteres Produktionsgebäude von Wempe

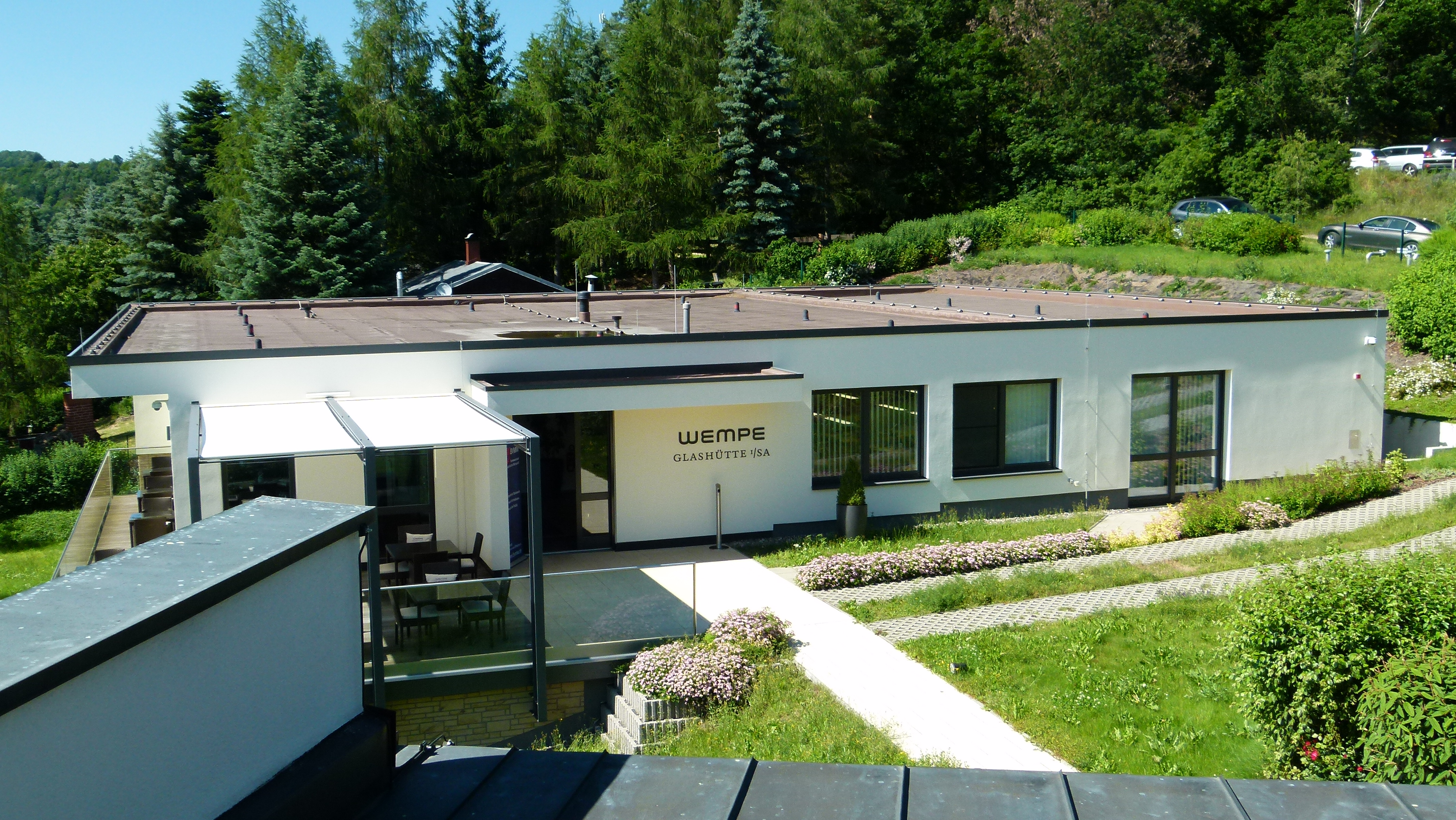
Neubau von Wempe Glashütte

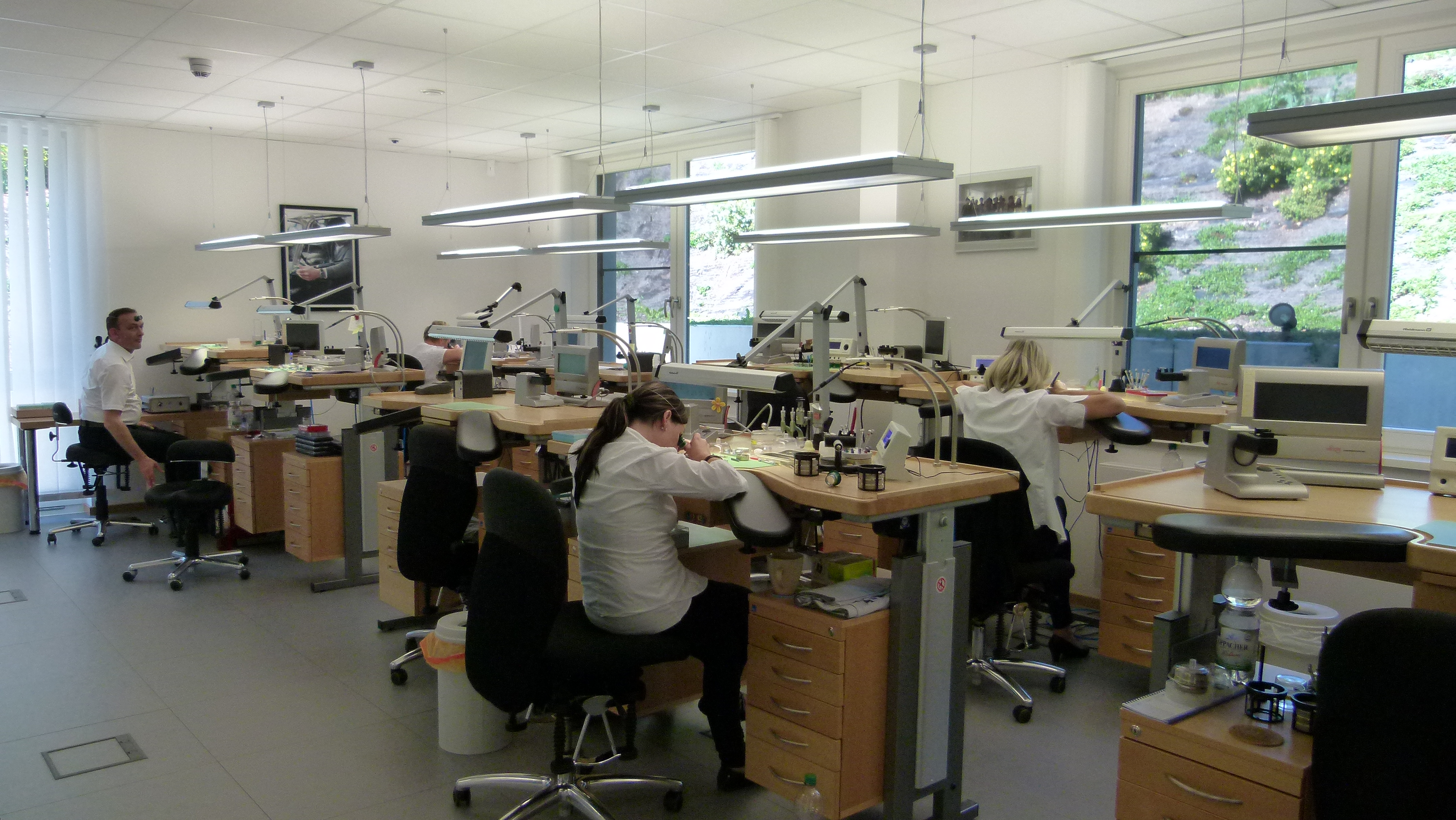
Blick in die Produktion in Glashütte

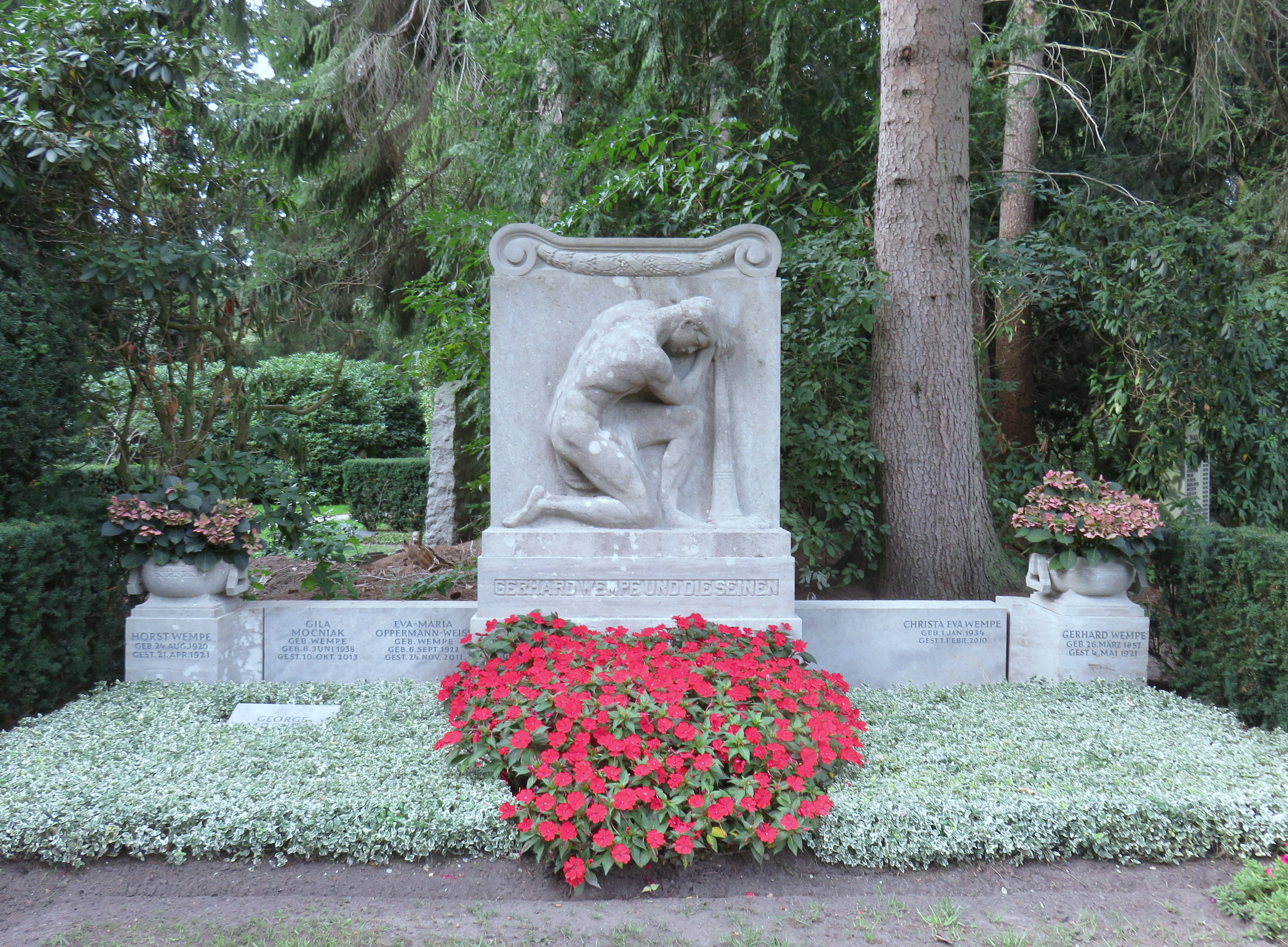
Familiengrab Wempe auf dem Friedhof Ohlsdorf

Die Gerhard D. Wempe GmbH & Co. KG ist ein deutscher Juwelier mit Sitz in Hamburg. Das Familienunternehmen wird in der vierten Generation geführt und betreibt 34 Geschäfte und Markenboutiquen, davon 26 in Deutschland sowie Niederlassungen in New York, Paris, London (zwei Geschäfte), Wien, Madrid sowie auf den Kreuzfahrtschiffen Europa und Europa 2.

## Unternehmensgeschichte
Gerhard Diedrich Wempe (* 26. März 1857; † 4. Mai 1921), Sohn eines Gemischtwarenhändlers und gelernter Uhrmacher, gründete 1878 mit einem Startkapital von 80 Mark das Unternehmen, indem er in Elsfleth an der Weser sein erstes Uhrengeschäft eröffnete. Nach seinem Umzug nach Oldenburg im Jahr 1894 eröffnete er dort ein Geschäft. 1907 folgte ein weiteres am Schulterblatt 141 im damals noch selbständigen Altona. 1951 umfasste das Unternehmen insgesamt vier Niederlassungen in Hamburg und war somit das erste der Branche, das dieses Geschäftsmodell praktizierte.

### Zweite Generation
Nach dem Tod von Gerhard Diedrich Wempe übernahm sein Sohn Herbert Wempe (* 1. Februar 1890; † 18. August 1963), erstes von fünf Kindern aus der Ehe mit Friederike Wempe, geborene Alws, die Leitung der Geschäfte. Bereits 1917 war er persönlich haftender Gesellschafter geworden und hatte zwei Jahre später Gertrud Karutz geheiratet, mit der er auch fünf Kinder bekam. 1923 erwarb er ein Kontorhaus in der Steinstraße gegenüber der Hamburger Hauptkirche Sankt Jacobi, das seitdem mit „Gülden Gerd“ den Namen des Gründers trägt und noch heute der Firmenstammsitz ist. Die bisherige Kommanditgesellschaft wandelte er um in eine GmbH, ab 1924 wurde daraus die Gerhard D. Wempe AG. Bereits Mitte der zwanziger Jahre erhielt sie die Alleinvertretung für die Schweizer Uhrenmanufakturen Omega, Longines, Movado und Zenith sowie die der deutschen A. Lange & Söhne und der amerikanischen Waltham.
1928 kam zu den inzwischen sieben Niederlassungen eine weitere in den Hamburger Alsterarkaden, in der teurerer Schmuck als in den anderen sowie erstmals auch Uhren der Genfer Manufakturen Vacheron Constantin und Patek Philippe angeboten wurde. Ein Einbruch in diesem Geschäft im Januar 1929, bei dem die Beute einen Wert von etwa 30.000 Mark betrug, erregte überregionales Aufsehen, da Herbert Wempe eine Anzeige aufgab, in der er sich an die „Herren Einbrecher“ wandte und ihnen anbot, die Ware an einem neutralen Ort und ohne Polizei zurückzukaufen. Wempe hatte mit der Aktion Erfolg, er bekam fast alle Stücke zurück. Hans Fallada wurde von der Geschichte zu seinem 1934 erschienenen Buch Wer einmal aus dem Blechnapf frißt inspiriert. 1955 griff ebenfalls der Regisseur Jules Dassin den Fall in seinem französischen Filmklassiker Rififi auf.
In der Weltwirtschaftskrise brachen die Umsätze in allen acht Niederlassungen ein, sodass der Firmeninhaber 1931 den Angestellten kündigen bzw. neue Verträge mit ihnen aushandeln musste. Als sich jedoch 1933 die wirtschaftliche Lage stabilisierte, investierte Herbert Wempe wieder in seine Geschäfte. 1934 wurde er Mitglied der Deutschen Arbeitsfront, deren Amt für Schönheit der Arbeit sein Unternehmen 1937 als „Nationalsozialistischen Musterbetrieb“ auszeichnete. Die Internetseite des Unternehmens („Die Historie unseres Hauses“) spart dies sowie insgesamt die Teilnahme am NS-Unrecht aus.
1938 kaufte Herbert Wempe die 1905 von sechs norddeutschen Reedern gegründeten „Chronometer-Werke Hamburg“ und ließ sie in „Chronometer-Werke Gerhard D. Wempe“ umbenennen. Während des Zweiten Weltkriegs unterstanden sie als kriegswichtiger Betrieb dem Oberkommando des Marine- und Luftfahrtministeriums und fertigten Chronometer für Schlachtschiffe, U-Boote und Flugzeuge. Zu der wachsenden Zahl der Belegschaft gehörten auch Kriegsgefangene, deshalb zahlte die Familie im Jahr 2000 in den Fonds zur Entschädigung von Zwangsarbeitern ein. Bei der Operation Gomorrha im Sommer 1943 wurden die Werke, wie auch die wenigen noch nicht geschlossenen Wempe-Geschäfte, durch die Luftangriffe der Engländer zerstört. Erst nach einem Entnazifizierungsverfahren erfolgte 1948 die Rückgabe der Geschäfte an Herbert Wempe.

### Dritte und vierte Generation
Der Enkel des Gründers, Hellmut Wempe (* 30. April 1932; † 29. Januar 2023), trat 1951 in das Unternehmen ein und baute es aus. 1953 holte er die Schweizer Uhrenmarke Rolex nach Deutschland. In den 1950er Jahren wurden auch erste Armbanduhren unter dem Namen „Wempe Zeitmeister“ produziert.
Als sein Vater 1963 starb, übernahm Hellmut Wempe die Leitung der Geschäfte und eröffnete im November desselben Jahres in Lübeck die erste Niederlassung außerhalb Hamburgs. Von nun an expandierte Wempe kontinuierlich und eröffnete von 1966 bis 1977 in elf Großstädten Geschäfte und schließlich 1980 die erste Auslandsniederlassung an der New Yorker Fifth Avenue, nach der im selben Jahr eine eigene Uhrenlinie benannt wurde. 1985 folgten Geschäfte in Paris, Wien (1991), London (1997), Madrid (2000) und 2001 an Bord des Kreuzfahrtschiffs Europa. 2013 kam mit Peking eine Repräsentanz in Asien dazu sowie eine Boutique auf der Europa 2.
Hellmut Wempes Tochter, Kim-Eva Wempe (* 25. September 1962), trat im Jahr 1984 in den Familienbetrieb ein und wurde, nachdem sie ein Betriebswirtschaftsstudium absolviert hatte, 1994 im Alter von 32 Jahren persönlich haftende Gesellschafterin des Unternehmens neben ihrem Vater. Im Jahr 2000 etablierte sie die Schmuckmarke „By Kim“. Gefertigt wird diese wie auch Unikate in der Manufaktur „L. C. Köhler“ in Schwäbisch Gmünd, die 2007 zu 50 Prozent von Wempe übernommen wurde und seitdem unter „Wempe-Atelier L. C. Köhler“ firmiert. Seit 2015 werden hier Diamanten in dem zertifizierten Wempe-Cut®, einem Schliff mit 137 Facetten statt des klassischen Brillantschliffs mit nur 57 Facetten, zu Schmuckstücken verarbeitet.
Zum 125-jährigen Firmenjubiläum im Jahr 2003 übernahm Kim-Eva Wempe in vierter Generation und als erste Frau die operative Geschäftsleitung. Ebenso als erste Frau wurde sie zur Hamburger Unternehmerin des Jahres 2007 gewählt.
2004 kaufte und renovierte Wempe die Urania Sternwarte im sächsischen Glashütte und errichtete dort die einzige Deutsche Chronometerprüfstelle für Uhren nach deutscher DIN-Norm. Seit 2006 wird hier auch die eigene Uhrenmarke mit den beiden Linien „Wempe Chronometerwerke Glashütte I/SA“ und „Wempe Zeitmeister Glashütte I/SA“ gefertigt. 2018 kam es zu einer Zusammenarbeit mit dem Sänger Herbert Grönemeyer, nach dessen Vorstellungen die „Zeitmeister Stahl 1“ kreiert wurde.
Mit einer Rolex-Boutique in Berlin installierte Wempe 2009 seinen ersten Mono-Brand-Store, 2015 bzw. 2017 folgten auch in Hamburg Dependancen von Patek Philippe und Rolex. Zeitgleich investierte das Unternehmen in zahlreiche Aus- und Umbauten seiner Niederlassungen. So entstand in den Münchner Maximilianarkaden mit 782 m² Verkaufsfläche auf drei Etagen die weltgrößte Wempe-Dependance und gleichzeitig das größte Juweliergeschäft in Deutschland.
Anfang 2022 erfolgte die Umfirmierung von einer KG in eine GmbH & Co. KG.
Hellmut Wempe starb am 29. Januar 2023 im Alter von 90 Jahren in seiner Heimatstadt Hamburg.

## Produkte (Auswahl)
Wempe führt Marken wie Rolex, Patek Philippe, A. Lange & Söhne, Baume & Mercier, Breitling, Breguet, Cartier, Chopard, Frédérique Constant, Gucci, Glashütte Original, Hublot, IWC Schaffhausen, Jaeger-LeCoultre, Junghans, Longines, Montblanc, Mühle Glashütte, Nomos Glashütte, Panerai, Parmigiani Fleurier, Piaget, Rado, Roger Dubuis, TAG Heuer, Tudor, Tissot, Tutima, Ulysse Nardin, Vacheron Constantin, Wempe Glashütte I/SA. und  Zenith.

## Wettbewerber
- Juwelier Rüschenbeck KG
- Bucherer AG